# Caridina dennerli
Caridina dennerli е вид десетоного от семейство Atyidae. Видът е застрашен от изчезване.

## Разпространение и местообитание
Разпространен е в Индонезия (Сулавеси).
Обитава крайбрежията на сладководни басейни.